# Pueblo zimba
El pueblo zimba también es conocido por los nombres simba o wazimba. La tradición oral africana y la escasa documentación escrita los sitúa en el valle alto del río Capoche (Zambia) en el transcurso de los siglos XV y XVI. En el último tercio del siglo XVI participaron en varias campañas de asedio y pillaje en el norte de Mozambique y ciudades y zonas costeras de Tanzania y Kenia. Algunas fuentes recogidas por la tradición oral así como en crónicas occidentales afirman que practicaban el canibalismo. Diversas investigaciones señalan la falta de pruebas concluyentes para sostener las prácticas antropófagas del grupo. Hablaban zimba, variante de lenguas bantú, pero no dejaron huella de sus particularidades en los territorios donde supuestamente actuaron y se asentaron.
Los estudios históricos, etnográficos y lingüísticos de los siglos XX y XXI recogen la presencia de comunidades identificadas con la histórica etnia zimba en territorios del Congo, Malaui, Mozambique, Zambia, Tanzania y Kenia. Son pueblos dispersos y con diferencias lingüísticas. Su población global se estima entre 249.000 a 265.500 personas. Algunos estudios especializados los clasifican en tres grupos: zimbas del Congo (grupo mayoritario), zimbas chewa de Malawi, y finalmente las comunidades zimba dispersas por el resto del sudeste de África. Otras teorías ponen en duda cualquier relación de los pueblos actualmente identificados con el nombre zimba con aquellas tribus del siglo XVI, incluso se ha dejado ver la posibilidad que los zimba históricos fueran una creación interesada de los cronistas portugueses que luego alimentaron una tradición oral nativa.

## Historia

### Origen
Los zimba estaban emparentados con los tumbuka, un pueblo agrícola con los que convivían antes del siglo XVI. Los tumbuka de lengua bantú habitaban tierras del norte de Malawi, y en zonas contiguas de Zambia y Tanzania. El pueblo tumbuka, a su vez, era una rama evolutiva de los luhanga, comunidad que habitaba el territorio centro-occidental del lago Malaui.
Estos grupos o etnias de África occidental recibieron constantemente la influencia de los grandes desplazamientos poblacionales que caracterizan la historia de África. En el caso de simbas y tumbukas se vieron afectados por las de pueblos bantúes llegados desde la región del Congo, así como poblaciones migrantes desde África austral. Desplazamientos que de momento no tienen una cronología sustentable documentalmente en su relación con esta zona.
Sobre el siglo XVI la existencia de pequeños reinos u organizaciones clánicas en África Oriental produjeron un fenómeno demográfico denominado migraciones de bandadas. Pequeños grupos de jóvenes guerreros de uno o varios pueblos se unían para saquear o conquistar nuevos territorios bajo el mando de un jefe o pequeño reino. En este fenómeno histórico se ubica a los zimba que desde mediados del siglo XVI se trasladarán a fortificaciones en Mozambique y más tarde emprenderán ataques de saqueo en la costa del Cuerno de África. A pesar de la intensidad de este movimiento invasor, sus consecuencias en las culturas locales afectadas no tenían la misma repercusión que los llamados movimientos poblacionales, de mayor volumen de personas. Las migraciones de bandas armadas eran breves en el tiempo y tras el abandono del lugar atacado, sólo quedaba la memoria de su presencia en crónicas o leyendas, pero por ejemplo no dejaron rastros lingüísticos en las comunidades afectadas, tal como sucedió con los pueblos víctimas de los zimba.

### Reinos Maravi

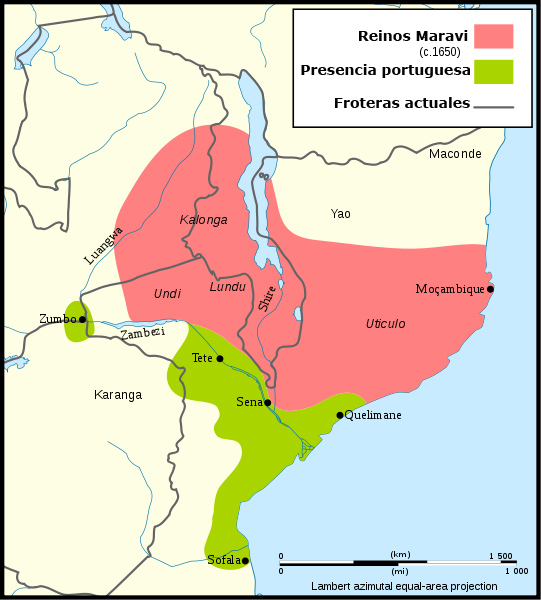
Reinos Maravi, zona de presencia del pueblo zimba en el.

La tradición oral los ubica en el valle alto del río Capoche (Zambia) a principios del siglo XVI. Vivían dentro de un territorio bajo dominio de los lundu grupo que junto con los kalonga gobernaban territorios del reino Maravi. En un período de conflicto entre lundus y kalongas los zimbas se desplazaron a las orillas del río Zambeze, a la altura de Sena (Mozambique). La zona era estratégica para el control del comercio de marfil, oro y otros productos suntuosos que manejaban mercaderes musulmanes, portugueses y grupos locales.
No hay certeza si este desplazamiento de los zimba, datado por cronistas portugueses en el año 1580,  fue un episodio de liberación del poder de lundu o si por el contrario actuaron por orden de estos. Quienes apoyan la segunda teoría sostienen que el reino Maravi soportaba disputas sucesorias al trono que enfrentó a lundus y kalongas. Incidente aprovechado por los comerciantes y traficantes para no pagar impuestos al reino Maravi, en cuyos territorios se cazaban elefantes y rinocerontes. Apenas pagaban algún impuesto a jefes de grupos locales para realizar sus actividades. Los lundus habrían utilizado a los guerreros zimba como fuerza de represión para retomar el control en esos territorios.
Los zimba vencieron a los portugueses y sus aliados, retomando el control del río y los territorios de caza.

### Invasiones zimbas
Por cuenta propia o bajo órdenes lundus construyeron un asentamiento fortificado en la orilla  opuesta a Sena. En esta aldea los portugueses tenían asentamientos militares a manos de capitanes. Desde allí los europeos regenteaban el comercio y las relaciones con los comerciantes suajilis (musulmanes) y los cazadores nativos. El control de ese punto del río Zambeze era vital para la economía de la zona y los zimbas con su ocupación fueron a presionar para cobrar impuestos y dejar libre la actividad en el río Zambeze.
En 1587 los zimba solos o con el apoyo de otras bandas como los mbewe comienzan un período de conflictos y saqueos con las poblaciones vecinas. Dejaron un grupo en la fortificación de Sena y atravesaron el norte de Mozambique y desde allí a la costa. Los ataques comenzaron en la ciudad de Kilwa (Tanzania), continuaron con el saqueo y destrucción de Manisa (actualmente Mombasa) y siguieron hasta la plaza comercial de Malindi (Kenia) arrasando todos lo pueblos a su paso y supuestamente practicando al antropofagia con sus víctimas. Al llegar a Malindi los esperaba el sultán de Malindi, que alertado de la violencia de sus enemigos consiguió el apoyado de guerreros suajilis y segejus. Los zimbas fueron derrotados y tras este episodio los guerreros zimba se dispersaron por territorios de Kenia y Tanzania, a veces solos y en otros casos integrándose a otros pueblos.
Algunos investigadores opinan que estas invasiones no fueron propiamente una acción del pueblo zimba como tal, sino la participación de jóvenes guerreros del grupo en bandas multiétnicas dirigidas por los lundus en un plan de expansión territorial. También hay una teoría que explica estas invasiones por puro interés de pillaje y vandalismo. Esta última teoría está sustentada en la crónica de un capitán portugués de apellido Santos quien señaló la presencia de un jefe llamado Kraal en el asentamiento fortificado del Zambeze. Asegura que este  “decide dejar su país a cargo de un grupo armado con la intención de destruir, saquear y celebrar... ”.

## La guerra con los portugueses.
La presencia de los portugueses y su expansión colonial en África Oriental provocaron cambios en las economías locales y llevaron a la ruina a muchas de ellas. Dentro del abanico de teorías elaboradas por historiadores del siglo XX sobre el origen de los zimba, hay una que sostiene que eran conocidos como los “refugiados” de la orilla sur del Zambeze. Que durante el siglo XVI un jefe zimba de nombre Tundu o Tondo era conocido por sus poderosos rituales relacionados con las lluvias. La expansión colonial portuguesa provocó el desplazamiento de los zimba y su posterior rebelión y ataque al norte de Mozambique y la costa.
Esta teoría de las invasiones se sustenta en la permanencia de una creencia en la existencia de un espíritu llamado Tundo o Tondo en las poblaciones contemporáneas del valle de Shire, donde habitaban antes de los conflictos del siglo XVI los zimba. Al espíritu Tundu o Tondo se le responsabiliza de todo tipo de desastres naturales y plagas. Los rituales asociados a este ser sobrenatural siguen siendo asociados por las poblaciones de Malaui y Mozambique al valle del río Shire.
En 1592 los capitanes de los enclaves portugueses de la zona deciden responder a las rebeliones atacando la fortificación zimba frente a Sena, sobre el río Zambeze. Sin embargo el intento fracasó y la victoria de los zimba fue total. En 1593 el capitán portugués Souza intenta un nuevo ataque a la fortificación zimba y nuevamente los europeos son derrotados. Esta vez los zimbas tras dos meses de batallas refuerzan su autoestima ante los europeos a los que consiguen quietarle parte de sus armamentos y artillería. Tras la batalla se entablan negociaciones para firmar la paz y abrir el comercio del río Zambeze.
Se atribuye a Tundu una iniciativa en 1599 para consensuar una paz definitiva con los portugueses, intento que fracasaría por una acción de castigo liderada por un capitán portugués de apellido Adaide. El pueblo zimba se habría dispersado tras el ataque portugués.
No hay información documentada del devenir histórico a partir del siglo XVII cuando derrotados en el sultanato de Malindi y en el asentamiento de Sena los zimba comenzaron a dispersarse por los territorios vecinos.

## Época contemporánea
En el siglo XX se constató la presencia de grupos migratorios en el valle del río Shire procedentes de diversos puntos de la región. Uno de estos grupos provenientes del sur, originarios del interior de Sena (Mozambique) se identificaron como zimbas.
Otros estudios demográficos sitúan la presencia dispersa de poblaciones zimba en las zonas costeras del sur de Kenia y del norte de Tanzania. También señalan la existencia de un pueblo de origen bantú, de nombre zimba en el Congo oriental en territorios del río Lualaba y el río Elila. Grupo que vive de la pesca y la agricultura. Y finalmente un pueblo más cercano a los territorios ocupados en el siglo XVI, de lengua chewa de Malaui y dispersos por territorios de este país y las zonas contiguas de Mozambique. Este grupo zimba sobrevive en base a una economía que combina el comercio con la agricultura.